# Tobias Carlsson
Johan Tobias Carlsson (født 25. februar 1975 i Färjestaden, Sverige) er en svensk tidligere fodboldspiller (forsvarer).
Carlson spillede størstedelen af sin karriere i hjemlandet, hvor han tilbragte hele 17 sæsoner hos Kalmar FF. Han var med til at vinde både det svenske mesterskab og Svenska Cupen med klubben. Han tilbragte også tre år i Norge hos Molde.

## Titler
Allsvenskan
- 2008 med Kalmar FF

Svenska Cupen
- 2007 med Kalmar FF

Svenska Supercupen
- 2009 med Kalmar FF